# Кзыл-Чишминское сельское поселение
Кзыл-Чишминское се́льское поселе́ние — муниципальное образование в Батыревском районе Чувашии Российской Федерации.
Административный центр — деревня Кзыл-Чишма.

## История
Статус и границы сельского поселения установлены Законом Чувашской Республики от 24 ноября 2004 года № 37 «Об установлении границ муниципальных образований Чувашской Республики и наделении их статусом городского, сельского поселения, муниципального района и городского округа».
С 2022 года Батыревский район был переобразован в виде Батыревского муниципального округа путем слияния всех сельских поселений в единый округ. В округе существуют Территориальные отделы. Кзыл-Чишминское сельское поселение переобразовано в Кзыл-Чишминский территориальный отдел.

## Население
| 2010 | 2012  | 2013  | 2014 | 2015 | 2016 | 2017 |
| ---- | ----- | ----- | ---- | ---- | ---- | ---- |
| 1122 | ↘1080 | ↘1034 | ↘974 | ↘964 | ↘942 | ↘907 |
| 2018 | 2019  | 2020  | 2021 |      |      |      |
| ↘880 | ↘844  | ↘812  | ↘795 |      |      |      |

## Состав сельского поселения
| № | Населённый пункт | Тип населённого пункта          | Население |
| - | ---------------- | ------------------------------- | --------- |
| 1 | Кзыл-Чишма       | деревня, административный центр | ↗702      |
| 2 | Красномайск      | деревня                         | ↗666      |
| 3 | Новые Чепкасы    | деревня                         | ↗29       |